# Joseph Laurinaitis
Joseph Michael „Joe“ Laurinaitis (* 12. September 1960 in Philadelphia, Pennsylvania; † 22. September 2020 in Osage Beach, Missouri), besser bekannt als The Road Warrior, Road Warrior Animal oder Animal, war ein US-amerikanischer Wrestler. Er wurde als Teil des sehr erfolgreichen Tag Teams The Road Warriors bekannt.
Josephs Sohn James Laurinaitis ist ein ehemaliger American-Football-Profi und spielte bei den St. Louis Rams sowie den New Orleans Saints in der NFL. Laurinaitis Bruder ist John Laurinaitis, ein ehemaliger Wrestler und ehemals Vizepräsident der Talent-Relations-Abteilung der WWE.

## Karriere

### Die Anfänge
Joseph Laurinaitis, dessen Eltern litauischer Abstammung sind, zog mit seiner Familie im Alter von 15 Jahren nach Minneapolis. Dort spielte er Baseball und Football und erhielt schließlich ein Football-Stipendium am Golden Valley Lutheran College. Als jedoch sein erster Sohn geboren wurde, war Laurinaitis gezwungen, einen Job zu finden, verwarf eine weitere Footballkarriere und arbeitete als „Rausschmeißer“. Während der Arbeit wurde er von Eddie Sharkey, einem Wrestling-Promoter und Trainer, der zu diesem Zeitpunkt als Bartender arbeitete, entdeckt. Dieser trainierte ihn, seinen späteren Tag-Team-Partner Hawk sowie die ebenfalls dort arbeitenden Richard Rood (später „Ravishing“ Rick Rude) und Barry Darsow (später als „Smash“ ein erfolgreicher Tag Team Wrestler). Laurinaitis debütierte 1982 als „The Road Warrior“ mit einem Biker-Gimmick.

### Die Road Warriors
Paul Ellering, ein Wrestling-Manager, baute für die Promotion Georgia Championship Wrestling ein Stable von Heels auf, das den Namen The Legion of Doom trug. Für dieses Stable wurde Laurinaitis vom Booker Ole Anderson mit seinem Freund Michael Hegstrand als Tag Team zusammengebracht. Um sie beeindruckender erscheinen zu lassen, entwickelte Ellering mit den beiden Wrestlern ein Gimmick, das sich an die endzeitlichen Rockerfiguren aus dem Film Mad Max II anlehnte: Die auf die Ringnamen „Animal“ und „Hawk“ umbenannten Wrestler schnitten sich Irokesenschnitte und legten für ihre Ringauftritte Gesichtsbemalungen und aus dem American Football entlehnte Schulterpolster zu, die mit Stacheln bestückt waren.
Das Tag Team Road Warriors fand sofort Anklang beim Publikum. Laurinaitis erhielt mit seinem Partner schnell den „NWA National Tag Team“-Titel, bis Herbst 1984 insgesamt viermal. Nach den ersten Erfolgen wechselten sie in größere Promotionen und traten zusätzlich in der American Wrestling Association auf. Bereits im August 1984 bekamen sie auch den Tag Team-Gürtel dieser Promotion. Ab März 1985 traten sie zusätzlich für New Japan Pro-Wrestling an, ab April 1986 auch für Mid-Atlantic Championship Wrestling. 1990 wechselten Laurinaitis und Hegstrand zusammen zur World Wrestling Federation. Dort erhielten sie innerhalb eines Jahres den Tag-Team-Gürtel der Promotion, den sie acht Monate lang behalten durften. Nach dem Titelverlust verschwanden sie kurz aus den Sendungen, nur um mit Paul Ellering als Manager und einer Holzpuppe namens „Rocco“ zurückzukehren. Diese Ergänzung des Gimmicks fanden beide Road Warriors albern, Hegstrand kündigte sogar seinen Vertrag, wodurch Laurinaitis ohne Partner da stand. Mit Crush fand Laurinaitis für kurze Zeit einen neuen Partner, bevor er sich Ende 1992 eine Rückenverletzung zuzog, die sein vorläufiges Karriereende bedeutete.
Laurinaitis hatte sich bei Lloyds gut versichert und konnte dadurch drei Jahre ohne Auftritte im Ring seine Verletzung auskurieren. Erst 1996 unterzeichnete er einen Vertrag bei World Championship Wrestling, wo auch Hegstrand unter Vertrag stand. Nach sechs Monaten dort ohne einen Titelgewinn unterschrieben die wiedervereinten Roadwarriors wieder bei der World Wrestling Federation. Nach zwei erfolgreichen Jahren dort wurden die Alkoholprobleme Hegstrands deutlicher; in der Folge trat Laurinaitis öfters alleine oder mit einem Ersatzmann an. 2000 wechselten die Road Warriors zurück zu World Championship Wrestling, wo Laurinaitis Bruder John in einflussreicher Position tätig war und die Einzelkarriere seines Bruders fördern konnte. Als Vince McMahon 2001 die WCW aufkaufte, wurde Laurinaitis' Vertrag jedoch nicht übernommen. Die Road Warriors bestritten in den nächsten Jahren nur wenige Matches. Sie traten ein paarmal bei dem neuen Hauptkonkurrenten der WWF, Total Nonstop Action Wrestling, auf und bestritten ein erfolgreiches Titelmatch in Japan.
Im Mai 2003 traten sie ohne vorherige Ankündigung im WWE-Format RAW auf und bestritten einen Tag Team-Titelkampf gegen die amtierenden Titelträger Kane & Rob van Dam. Nach Hegstrands plötzlichem Tod stieg Laurinaitis zeitweilig aus dem Wrestlinggeschäft aus und arbeitete als American-Football-Trainer.

### Nach dem Tod von Hawk
2005 beendete Laurinaitis seine Pause und kehrte zur WWE zurück. Mit Hilfe einer Storyline ließ man ihn Jon Heidenreich vor Attacken retten und brachte so ein neues Tag Team zusammen, das fast sofort die Tag-Team-Titelgürtel erhielt. Im Anschluss daran versuchte die Promotion, Heidenreich in das Road-Warrior-Gimmick zu bringen, entließ diesen jedoch Anfang 2006. Laurinaitis probierte es daraufhin mit Matt Hardy als Partner, entschied dann jedoch, dass es keinen Ersatz für Hegstrand geben könne. In einem seiner letzten Auftritte für WWE wechselte Laurinaitis zum Heel, indem er das Road-Warrior-Outfit ablegte und seine früheren Tag-Team-Partner in Äußerungen herabsetzte. Dieses neue Gimmick kam kaum zum Einsatz. Die WWE entließ Laurinaitis am 6. Juni 2006.
Laurinaitis trat seitdem einmal bei TNA Wrestling als Ersatz für den verletzten Scott Steiner an und hatte außerdem einige Auftritte in Japan. Dort trat er mit Kensuke Sasaki als Tag-Team-Partner auf, wobei Laurinaitis und Sasaki an frühere Auftritte Sasakis mit Michael Hegstrand während Laurinaitis dreijähriger Pause anknüpften.
Im Jahr 2011 wurde Laurinaitis zusammen mit seinem langjährigen Partner Hegstrand sowie dem Manager Paul Ellering in die WWE Hall of Fame eingeführt.
Joseph Laurinaitis starb am 22. September 2020 kurz nach seinem 60. Geburtstag in Osage Beach, Missouri.

## Erfolge

### Titel
- World Wrestling Entertainment
2× WWF Tag Team Champion (mit Road Warrior Hawk)
1× WWE Tag Team Champion (mit Jon Heidenreich)
- National Wrestling Alliance
4× NWA National Tag Team Champion (mit Road Warrior Hawk)
3× NWA World Six-Man Tag Team Champion (2× mit Road Warrior Hawk & Dusty Rhodes, 1× mit Road Warrior Hawk & Genichiro Tenryu)
1× NWA World Tag Team Champion (mit Road Warrior Hawk)
- American Wrestling Association
1× AWA World Tag Team Champion (mit Road Warrior Hawk)
- All Japan Pro Wrestling
1× AJPW International Tag Team Champion (mit Road Warrior Hawk)

### Auszeichnungen
- WWE
WWE Hall of Fame 2011
Wrestlemania 14 (15-Team Battle Royal Winner)
- Pro Wrestling Illustrated
4× Tag Team des Jahres (1983, 1984, 1985, 1988) mit Road Warrior Hawk
bestes Tag Team seit Bestehen der Zeitschrift (2003) mit Road Warrior Hawk
- Wrestling Observer
Rookie des Jahres 1983 (mit Road Warrior Hawk)
Tag Team des Jahres 1984 (mit Road Warrior Hawk)
Hall of Fame 1996